# Бертимон, Леон
Леон Бертимон (фр. Léone Bertimon; род. 16 августа 1950, Pointe-Noire) — французская легкоатлетка, специалистка по толканию ядра. Выступала на профессиональном уровне в 1973—1999 годах, победительница Средиземноморских игр, многократная чемпионка Франции, бывшая рекордсменка страны.

## Биография
Леон Бертимон родилась 16 августа 1950 года в коммуне Пуэнт-Нуар, Гваделупа.
С начала 1970-х годов входила в число сильнейших французских толкательниц, неоднократно становилась чемпионкой Франции в толкании ядра (12 раз на открытом стадионе и 9 раз в закрытых помещениях), несколько раз обновляла рекорд страны, конкурируя в основном с Симоной Креантор.
Будучи студенткой, в 1975 году представляла Францию на Всемирной Универсиаде в Риме — с результатом 15,50 заняла итоговое шестое место.
В 1976 году толкала ядро на чемпионате Европы в помещении в Мюнхене, став девятой.
В 1977 году одержала победу в матчевой встрече со сборной Венгрии в Будапеште.
В 1978 году показала восьмой результат на чемпионате Европы в помещении в Милане.
В 1979 году превзошла всех соперниц на Средиземноморских играх в Сплите.
На чемпионате Европы в помещении 1980 года в Зиндельфингене была пятой.
В 1981 году с личным рекордом 16,59 стала седьмой на чемпионате Европы в помещении в Гренобле.
В 1982 году заняла шестое место на чемпионате Европы в помещении в Милане.
В 1987 году была восьмой на Кубке Европы в Праге, одержала победу на Франкофонских играх в Касабланке.
В 1991 году показала восьмой результат на Кубке Европы во Франкфурте.
Завершила спортивную карьеру по окончании сезона 1999 года.
Впоследствии в течение многих лет работала учителем физической культуры в коммуне Сен-Мор-де-Фоссе. За выдающиеся достижения в спорте в 2023 году награждена орденом Почётного легиона.
Её младший брат Шарлюс Бертимон тоже добился успеха в лёгкой атлетике, выступал в метании копья.